# پخش رادیویی

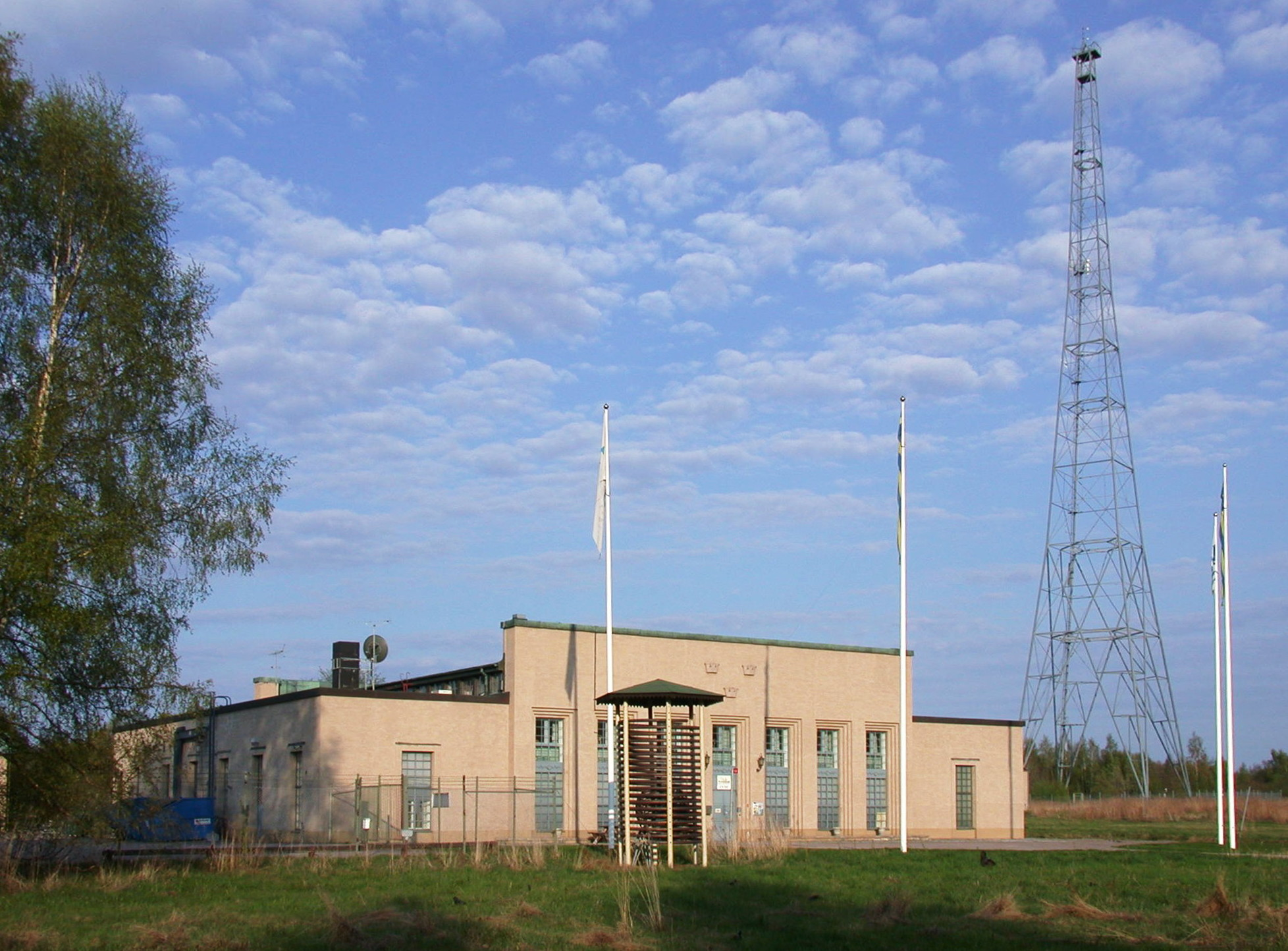
ایستگاه موج بلند رادیویی

سخن‌پراکنی رادیویی (انگلیسی: Radio broadcasting) یک نوع انتقال امواج رادیویی مخابرات بی‌سیم یک‌جهت است که از آن برای پراکنش امواج رادیویی به مخاطبان استفاده می‌شود. ایستگاه‌های سخن‌پراکنی را می‌توان در شبکه‌های رادیویی مرتبط و دارای فرمت رادیویی نیز در جهت پراکنش داده‌ها ادغام کرد. پخش صوتی این رسانه می‌تواند از طریق رادیو کابل، شبکه تلویزیون محلی، رادیو ماهواره‌ای، رادیو و اینترنت انجام پذیرد. انواع سیگنال این رسانه می‌تواند به صورت آنالوگ صوتی یا دیجیتال صوتی باشد.
پخش‌های رادیویی آنالوگ از یکی از دو نوع مدولاسیون موج رادیویی استفاده می‌کنند: مدولاسیون دامنه برای رادیوی AM یا مدولاسیون فرکانس برای رادیوی FM. ایستگاه‌های رادیویی دیجیتال جدیدتر از چندین استاندارد صوتی دیجیتال مختلف مانند DAB (پخش صوتی دیجیتال)، HD رادیو یا DRM (رادیوی دیجیتال جهانی) برای ارسال استفاده می‌کنند.

## تاریخچه
نخستین ایستگاه‌های رادیویی سیستم‌های رادیوتلگرافی بودند و صدا را منتقل نمی‌کردند. برای امکان‌پذیر شدن پخش‌های صوتی، لازم بود دستگاه‌های الکترونیکی برای آشکارسازی و تقویت سیگنال به کار گرفته شوند.
دریچه ترمیونی، نوعی لامپ خلا، در سال ۱۹۰۴ توسط فیزیکدان انگلیسی جان امبروز فلمینگ اختراع شد.او دستگاهی را توسعه داد که آن را "شیر نوسان" نامید، زیرا جریان را تنها در یک جهت عبور می‌دهد. رشته گرم‌شده یا کاتد، قادر به انتشار ترمیونی الکترون‌ها بود که در صورت قرار داشتن صفحه (یا آند) در ولتاژ بالاتر، به سمت آن جریان می‌یافتند. با این حال، الکترون‌ها نمی‌توانستند در جهت معکوس عبور کنند، زیرا صفحه گرم نشده بود و در نتیجه قادر به انتشار ترمیونی الکترون‌ها نبود.این دستگاه که بعدها با نام لامپ فلمینگ شناخته شد، می‌توانست به‌عنوان یک یکسوساز جریان متناوب و همچنین به‌عنوان آشکارساز امواج رادیویی مورد استفاده قرار گیرد.     این اختراع، به‌طور قابل‌توجهی رادیو کریستالی اولیه را بهبود بخشید که سیگنال‌های رادیویی را با استفاده از یک دیود نیمه‌رسانای اولیه مبتنی بر کریستال و یک "سبیل گربه‌ای" (سیم نازک تماس‌دهنده) یک‌سو می‌کردند. با این حال، همچنان یک تقویت‌کننده مورد نیاز بود.

## نگارخانه

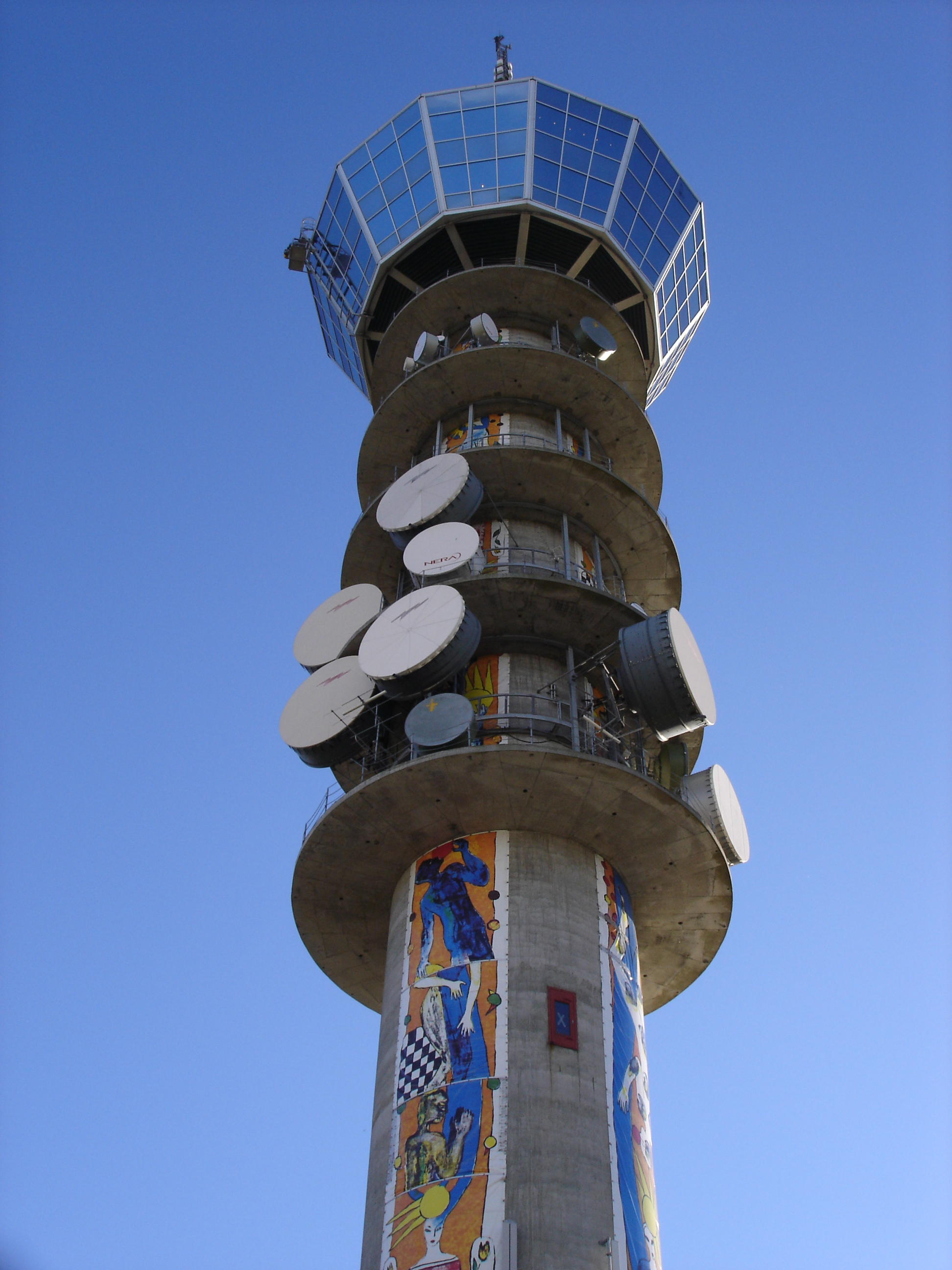